# Задар (аэропорт)
Аэропорт Задар (хорв. Zračna luka Zadar) — один из аэропортов Хорватии.
В довоенные и военные годы в городе располагался военный аэродром. Позже его заменил новый аэропорт Задар, который был построен в 1968 году в 7 км восточнее Задара недалеко от общины Земуник-Доньи Задарской жупании. К 1990 году пассажирооборот составлял около 360 тыс. человек. В начале 1990-х гг во время войны аэропорт был полностью разрушен. С середины 1990-х аэропорт стал восстанавливаться, в 2001 году пассажирооборот составлял 39 тыс. чел., в 2008 году он превысил 150 тыс. В 2011 году пассажирооборот составил 274 852 человека и 8634 тонн груза. В обновлённом аэропорту доля государства составляет 55 %, Задарской жупании — 20 %, городу Задар принадлежит 20 % и общине Земуник-Доньи — 5 %. В 2007 году создана новая взлётно-посадочная полоса, расширен пассажирский терминал.
Из аэропорта Задара регулярно летают рейсы компании Croatia Airlines в Загреб и Пулу, рейсы других авиакомпаний имеют сезонный или периодический характер.
Аэропорт имеет две полосы — бетонную (2500 м) и асфальтовую (2000 м). Задарский аэропорт — один из немногих аэропортов в мире, где самолёты пересекали автомобильную дорогу (закрыта в 2010).